# Bianor (poète)
Pour les articles homonymes, voir Bianor.
Bianor (en grec ancien Βιάνωρ) est un poète grec antique ayant vécu vers la fin du Ier siècle av. J.-C et le début du Ier siècle ap. J.-C. Il est connu tantôt sous le seul nom de Bianor, tantôt sous ceux de Bianor de Bithynie ou Bianor le grammairien.

## Biographie
Nous savons peu de choses sur sa vie. Il a vécu sous les règnes des empereurs Auguste et Tibère, comme en témoigne l'épigramme qu'il a consacrée au tremblement de terre de Sardes qui eut lieu en 16 ap. J.-C. 
Dans son anthologie, Philippe de Thessalonique rapproche sa poésie de la feuille du chêne ( δρῦς)

## Œuvres
Une vingtaine de ses épigrammes nous sont parvenues, regroupées dans l’Anthologie palatine, tout particulièrement dans l'édition de Philippe de Thessalonique, puis dans celles de Constantin Céphalas et de Maximus Planudes. 
Ces pièces, tantôt plaisantes ou ingénieuses, tantôt graves et sensibles (VII, 671, sur la mort d'un jeune enfant ; VII, 387,sur la mort d'une mère puis de son enfant), révèlent un auteur s'interrogeant sur les sentiments humains (XI, 364) et un poète attentif aux peines aussi bien humaines qu'animales (IX, 295, sur un cheval ; X, 101, sur une vache maltraitée).

## Extraits
Étonnement (Traduction Marguerite Yourcenar) 

Cet homme est nul, grossier, sans pudeur et sans flamme.

Tel quel, il est pourtant le maître d'une autre âme.

Anth. Pal., XI, 364
La vache maltraitée (Traduction Marguerite Yourcenar)

Le fermier fait traîner par la vache aux flancs mous

Son soc dur et pesant. Son nouveau-né la suit.

Elle avance, craignant une grêle de coups

Au moindre arrêt, tardant le plus possible afin

Que le faible petit (il a froid, il a faim)

Chancelant, ne soit pas trop laissé en arrière. 

Ô fermier au cœur dur, écoute ma prière !

Laisse un peu de repos à la mère inquiète,

Et consens qu'elle dorme ou rumine aujourd'hui,

Flanc à flanc, à côté de celui qu'elle allaite.

Anth.Pal, X, 101